# 赵集乡
赵集乡，是中华人民共和国安徽省阜阳市太和县下辖的一个乡镇级行政单位。赵集乡位于太和县东南部，东接颍泉区，西邻城关镇，南与行流镇隔颍河相望，北以关集镇为邻。此处建有太和县唯一的高铁站——太和东站。土地总面积57平方公里，距县城5公里。

## 历史
1958年成立赵集人民公社；
1979年划入城郊区；
1981年改名为岔路口公社；
1983年改为岔路乡；
1992年撤区并乡时，由岔路乡、草寺乡、界牌乡合并为赵集乡至今。

## 行政区划
赵集乡下辖以下地区：
赵集村、东城村、赵东村、草北村、草寺村、草南村、界牌村、双龙村和王油坊村。